# 新潟アルビレックスBB
新潟アルビレックスBB（にいがたアルビレックスビービー、英: Niigata Albirex BB）は、新潟県長岡市をホームタウンとするプロバスケットボールチーム。運営法人は株式会社新潟プロバスケットボール。2000年に新潟アルビレックスとして創設され、2024-25シーズンからB3リーグに所属する。

## 概要

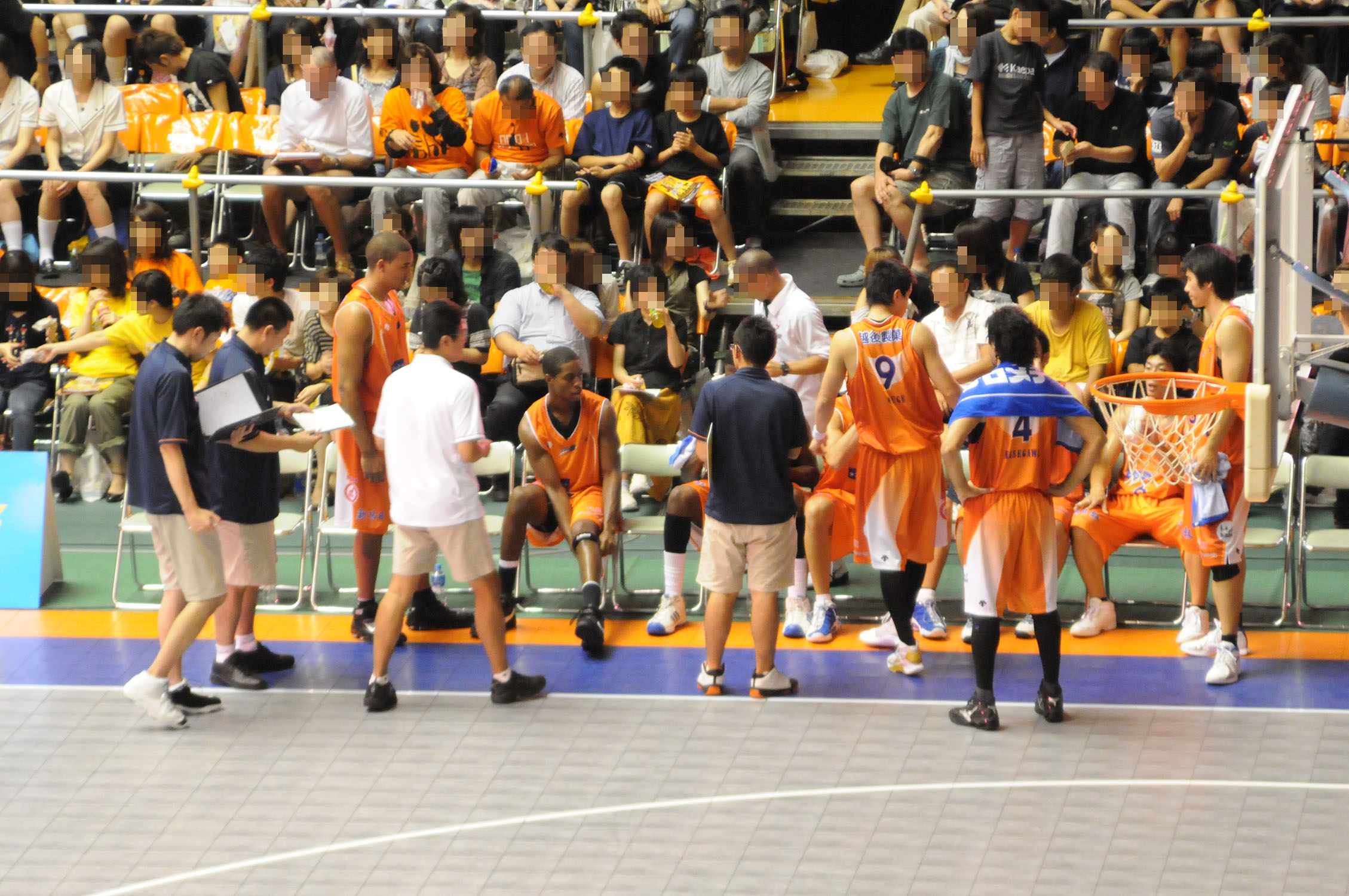
2008 - 2009 プレシーズンマッチ 2008年9月23日、秋田県立体育館

母体は大和証券グループ本社バスケットボール部（大和証券ホットブリザーズ）。2000年に休部となった同チームの譲渡を受けて、日本初のプロバスケットボールチームとして発足された。
2023-24シーズン終了時点で、B1所属経験後にB3降格を経験した唯一のチームである。

### チーム名の由来
「アルビレックス」はアルビレオ（白鳥座のくちばしにオレンジとブルーに輝く二重星）とレックス（ラテン語で王者の意味）の造語。アルビレオがさらにパワーアップして、バスケット界の王者に向かって羽はばたくという意味がある。また、地域に根ざした総合クラブチームとして、サッカーJ1のアルビレックス新潟とチーム名を共有している。

### チームカラー
- オレンジ、    青、    白

チームカラーはオレンジと青(チーム名の由来となった「アルビレオ」の色から)・白。また、オレンジは日本海に沈む夕日、青は日本海と信濃川、白は白鳥と雪という位置づけもされている。

### マスコット
- アルードくん

白鳥のキャラクター。アルビレックスBB+ロード（道）
新潟アルビレックスBBを優勝へ導き、勝利の道へ突き進むシンボルになって欲しいという想いが込められている。

### チアダンスチーム
アルビレックス新潟などと同様、アルビレックスチアリーダーズがオフィシャルチアリーディングチームとなっている。

### ユニフォームスポンサー （2023-24シーズン）
- 前面：新潟材協（左肩）、NSGグループ（中央）
- 背面：三幸製菓（背番号上部）、ホンダカーズ長岡（選手名下）
- パンツ：NCT（右前上）、新潟日報社（右前下）、クラフティ（左前上）、アオーレ長岡（左前下）、長岡花火（右後ろ）、エヌ・エス・エス（左後ろ）

### ウェアスポンサー
- NSGグループ
- 新潟医療福祉大学

### ユニフォームサプライの遍歴
- - 2005年 : チャンピオン
- 2005年 - 2008年 : OZAKI
- 2008年 - 2015年 : DESCENTE
- 2015年 - 2016年 : ブル・ファイト
- 2016年 - 2021年 : フープスター・サカイ
- 2021年 - 2023年 : アップセット[5]
- 2023年[6] - 現在 : ヨネックス

### 歴代ユニフォーム
| HOME      | HOME      | HOME      | HOME      | HOME      |
| --------- | --------- | --------- | --------- | --------- |
| 2017 - 18 | 2018 - 19 | 2019 - 20 | 2020 - 21 | 2021 - 22 |
| 2022 - 23 | 2023 - 24 | 2024 - 25 |           |           |
|           |           |           |           |           |

| AWAY      | AWAY      | AWAY      | AWAY      | AWAY      |
| --------- | --------- | --------- | --------- | --------- |
| 2017 - 18 | 2018 - 19 | 2019 - 20 | 2020 - 21 | 2021 - 22 |
| 2022 - 23 | 2023 - 24 | 2024 - 25 |           |           |
|           |           |           |           |           |

| Other                                   | Other                              | Other                                   | Other                          | Other                                   |
| --------------------------------------- | ---------------------------------- | --------------------------------------- | ------------------------------ | --------------------------------------- |
| 2017 - 18長岡開府400年記念試合          | 2018 - 19長岡開府400年ラストゲーム | 2018 - 19大和証券復刻ブルーユニフォーム | 2019 - 20Tip - Offユニフォーム |                                         |
| 2019 - 20大和証券復刻ブルーユニフォーム | 2020 - 2120周年記念                | 2020 - 21大和証券復刻ブルーユニフォーム | 2020 - 21PRIDE OFNAGAOKA       | 2021 - 22大和証券復刻ブルーユニフォーム |
| 2021 - 22長岡花火                       | 2022 - 233rd                       | 2022 - 23大和証券復刻ブルーユニフォーム |                                |                                         |
|                                         |                                    |                                         |                                |                                         |

### オフィシャルソング
- 03-04シーズン：「コメノチカラ」（高岡奈央、アルビレックス新潟と同じ）
- 04-05、05-06、08-09シーズン：「CAPTAIN ROCK」（布袋寅泰）
- 11-12シーズン〜：（Rafvery）

### アリーナDJ
- 立石勇生（新潟県民エフエム放送でレギュラー）
- 島村仁（新潟県民エフエム放送でレギュラー）
- 野口智美（新潟アルビレックスBBラビッツのアリーナDJも兼任）
- 関田将人（2020-21シーズン～[7]）

### ホームタウン
スーパーリーグ時代 〜 2016年：新潟市
試合会場として、朱鷺メッセ（スーパーリーグ時代〜08-09シーズン）、新潟市東総合スポーツセンター・新潟市鳥屋野総合体育館（09-10シーズン〜11-12シーズン）といった新潟市の大規模アリーナが使用された。

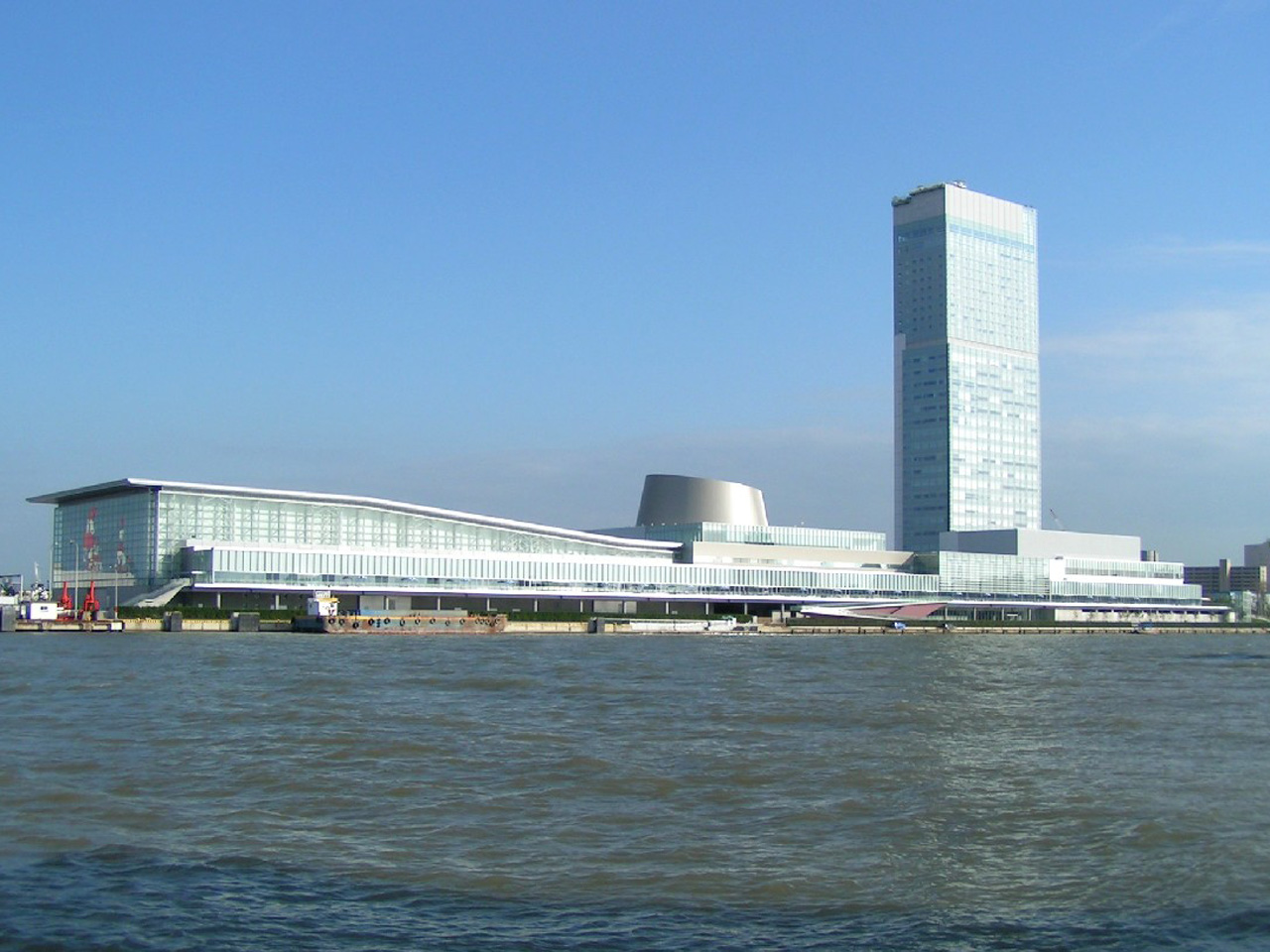
朱鷺メッセ
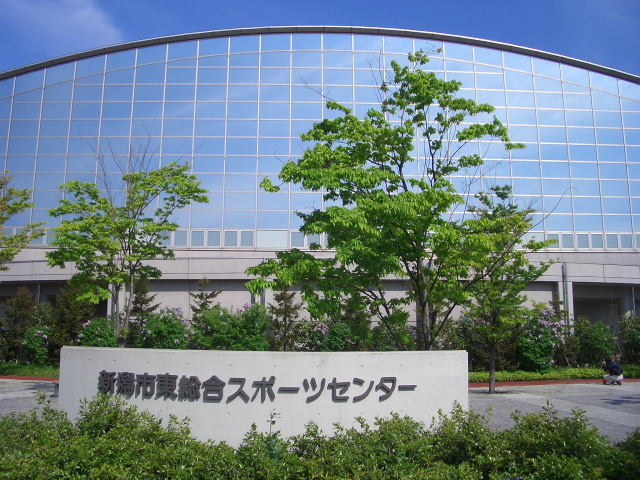
東総合スポーツセンター
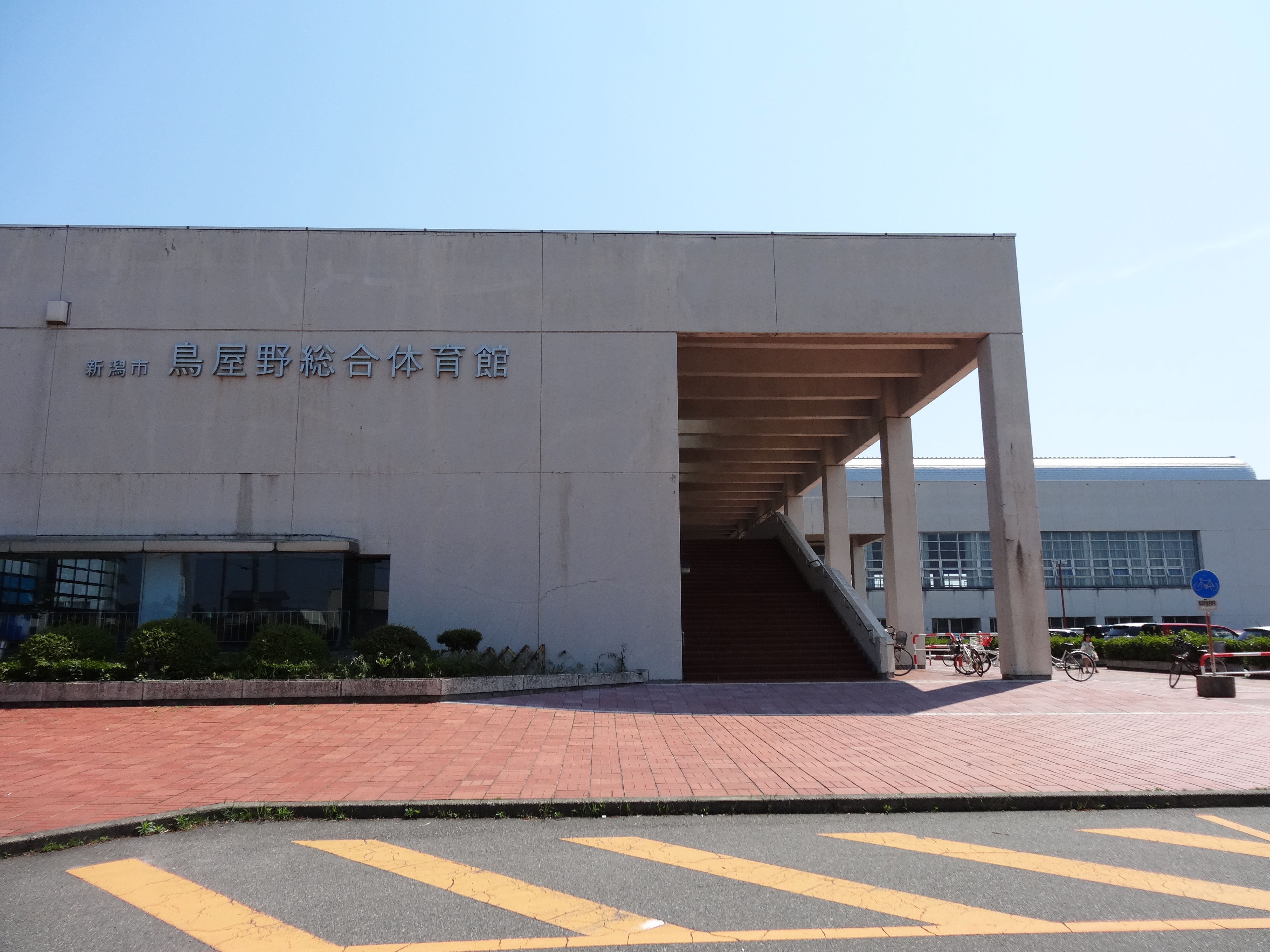
鳥屋野総合体育館

また、練習も新潟市内の下記の体育館で行っていた。
- 横越体育センター
- 横越総合体育館
- 亀田総合体育館
- 新津B&G海洋センター

2016年 〜：長岡市
11-12シーズンから、長岡市厚生会館を建替えて造られたアオーレ長岡がホームゲーム会場として加わり、16-17シーズンから始まるB.LEAGUEのホームアリーナに決定した。この決定に伴い、ホームタウンが新潟市から長岡市へ移転。練習拠点も、中之島体育館（新潟県内初となるスポーツ専用床使用）を主に使用することとなった。

### 試合会場
- B.LEAGUE

| 区分           | アリーナ名称                 | 収容           | 年度  | 年度  | 年度  | 年度   | 年度   | 年度   | 年度  | 年度  | 年度  |
| 区分           | アリーナ名称                 | 収容           | 16-17 | 17-18 | 18-19 | 19-20  | 20-21  | 21-22  | 22-23 | 23-24 | 24-25 |
| ホームアリーナ | アオーレ長岡                 | 5,000          | 24    | 22    | 22    | 16(26) | 23(26) | 23(26) | 29    | 26    | 22    |
| サブホーム     | 新潟市東総合スポーツセンター | 3,120          | 4     | 6     | 6     | 2      | 2      | 2      | 1     | 4     | 4     |
| サブホーム     | リージョンプラザ上越         | 3,468          | 2     | 2     | 2     | 2      | 2      | 2      |       |       |       |
| ホーム試合数計 | ホーム試合数計               | ホーム試合数計 | 30    | 30    | 30    | 20(30) | 27(30) | 27(30) | 30    | 30    | 26    |

括弧内は開催予定だった試合数
- bjリーグ

| ホームアリーナ                     | ホームアリーナ                     | ホームアリーナ                     | ホームアリーナ   | ホームアリーナ   | ホームアリーナ   | ホームアリーナ   | ホームアリーナ   | ホームアリーナ   | ホームアリーナ   | ホームアリーナ   | ホームアリーナ   | ホームアリーナ   | ホームアリーナ   |
| アリーナ                           | アリーナ                           | 収容                               | ホーム開催試合数 | ホーム開催試合数 | ホーム開催試合数 | ホーム開催試合数 | ホーム開催試合数 | ホーム開催試合数 | ホーム開催試合数 | ホーム開催試合数 | ホーム開催試合数 | ホーム開催試合数 | ホーム開催試合数 |
| アリーナ                           | アリーナ                           | 収容                               | 05-06            | 06-07            | 07-08            | 08-09            | 09-10            | 10-11            | 11-12            | 12-13            | 13-14            | 14-15            | 15-16            |
| ---------------------------------- | ---------------------------------- | ---------------------------------- | ---------------- | ---------------- | ---------------- | ---------------- | ---------------- | ---------------- | ---------------- | ---------------- | ---------------- | ---------------- | ---------------- |
| 長岡市内                           | 長岡市厚生会館→アオーレ長岡        | -                                  | 4                | 4                | 4                | 2                | (建替期間)       | (建替期間)       | 2                | 8                | 10               | 8                | 8                |
| 長岡市内                           | 長岡市市民体育館                   | -                                  | -                | -                | -                | 2                | 4                | 4                | 2                | -                | -                | -                | -                |
| 長岡市内                           | 長岡市栃尾体育館                   | -                                  | -                | -                | -                | -                | -                | 2                | -                | -                | -                | -                | -                |
| 新潟市内                           | 新潟市東総合スポーツセンター       | -                                  | 2                | -                | 2                | 4                | 4                | 4                | 8                | 6                | 6                | 10               | 12 2             |
| 新潟市内                           | 新潟市鳥屋野総合体育館             | -                                  | -                | -                | -                | -                | 6                | 6 2              | 4 2              | 6 2              | 6                | 2 2              | 2                |
| 新潟市内                           | 朱鷺メッセ                         | -                                  | 10               | 10               | 10               | 10               | -                | -                | -                | -                | -                | -                | -                |
| 新潟市内                           | 新潟市体育館                       | -                                  | -                | -                | 2                | -                | -                | -                | -                | -                | -                | -                | -                |
| 新潟市内                           | 新潟市白根カルチャーセンター       | -                                  | -                | -                | -                | -                | -                | 2                | -                | -                | -                | -                | -                |
| 新潟地域                           | 燕市吉田総合体育館                 | -                                  | -                | -                | -                | 2                | -                | -                | -                | -                | -                | -                | -                |
| 新潟地域                           | 阿賀野市ささかみ体育館             | -                                  | -                | -                | 2                | -                | -                | -                | -                | -                | -                | -                | -                |
| 新発田地域                         | 聖籠町町民会館                     | -                                  | -                | -                | -                | 2                | 2                | 2                | 2                | 2                | 2                | 2                | 2                |
| 新発田地域                         | 新発田カルチャーセンター           | -                                  | -                | -                | -                | 2                | 2                | -                | 2                | 2                | -                | -                | -                |
| 岩船地域                           | パルパーク神林(村上市)             | -                                  | -                | -                | -                | -                | 2                | 2                | -                | -                | -                | -                | -                |
| 五泉地域                           | 五泉市村松体育館(さくらアリーナ)   | -                                  | -                | -                | -                | -                | -                | 2                | 2                | -                | -                | -                | -                |
| 長岡地域                           | 小千谷市総合体育館                 | -                                  | 2                | 2                | -                | -                | 2                | -                | -                | -                | -                | -                | -                |
| 柏崎地域                           | 柏崎市総合体育館                   | -                                  | -                | 2                | -                | -                | 2                | -                | 2                | -                | -                | 2                | -                |
| 上越市                             | リージョンプラザ上越               | -                                  | 2                | 2                | 2                | 2                | 2                | 2                | 2                | 2                | 2                | 2                | 2                |
| レギュラーシーズン・ホーム試合数計 | レギュラーシーズン・ホーム試合数計 | レギュラーシーズン・ホーム試合数計 | 20               | 20               | 22               | 26               | 26               | 26               | 26               | 26               | 26               | 26               | 26               |
| 1試合平均観客動員                  | 1試合平均観客動員                  | 1試合平均観客動員                  | -                | -                | -                | -                | -                | -                | -                | -                | -                | -                | -                |

太斜字 は、プレーオフ開催数。

#### プレイオフ開催予定も行われなかった会場
- 2007-08:小千谷市総合体育館[9]
- 2012-13:新潟市東総合スポーツセンター[10]
- 2013-14:新潟市鳥屋野総合体育館[11]

## 歴史

### JBL 新潟アルビレックス設立（2000-2004）
1999-2000シーズンを最後に休部することになった大和証券バスケットボール部に所属する全選手の受け皿となる企業として、Jリーグ・アルビレックス新潟のメインスポンサー企業である新潟県の学校法人「NSGグループ」が受け入れることを決定し、実質的なプロチームとして運営法人「新潟スポーツプロモーション」を設立。サッカーと同じアルビレックスの愛称を使用し、「新潟アルビレックス」として県民密着型のバスケットクラブチームを目指すことになった。初代HCには大和証券最後のHC・廣瀬昌也が引き続き就任。所属選手5人に、大和証券に内定していた鈴木裕紀を加えた6人が新潟でプレーすることになった（うち、青木勇人のみ初年度は大和証券からの出向として所属）。
当初は新・日本リーグ（2部相当）でプレーし、2000-01、2001-02の2季に渡って同リーグ連覇達成。いすゞ自動車とボッシュの休部を受け、2002-03シーズンからオーエスジーとともにスーパーリーグへ昇格を果たす。
2004年に、新潟と埼玉が共にバスケットボール日本リーグ機構（JBL）を脱退し、プロ組織による新リーグを結成するというプロリーグ構想が発表された。一旦それは認められなかったが、2005年4月に正式に脱退が認められた。しかし当時、日本バスケットボール協会が主催するプロリーグの構想もあったことから、完全プロ化・一本化はその後難航した。
また、2003年にはアメリカ合衆国のマイナーリーグ、ABAに所属するロングビーチ・ジャムと資本関係を結び、チーム名のアルビレックスを冠化し「ロングビーチ・ジャム・アルビレックス」（現ベーカーズフィールド・ジャム）として活動を開始した。

### bjリーグ加盟 新潟アルビレックスBB（2005-）

#### 2005-06シーズン
bjリーグ初年度は5名の選手をプロテクトし、ドラフトで2名を指名した。大阪と優勝争いを展開し、最終的には準優勝となった。
2006年5月より「新潟アルビレックス バスケットボール（略称:新潟アルビレックスBB）」と改称し、チームロゴも変更した。

#### 2006-07シーズン
シーズン2位でプレイオフに進出。しかし、セミファイナルでリーグ新加入の高松に、3位決定戦で大分に敗れ、痛恨の4位となった。

#### 2007-08シーズン
新外国人の獲得の失敗、途中解雇とごたつき、日本人選手の活躍もあったが、全般的に見て、持ち味であったチーム力の低下、物堅いディフェンスが影をひそめ、スリーポイントを含むシューターの迷い、そしてインサイドの不調。これらを踏まえて、プレイオフ進出を決める東京Aとのワイルドカード敗退という結果に終わり、6位となった。

#### 2008-09シーズン
前年のチーム内、チームとフロントとのコミュニケーション不足のままシーズン突入。ABAのブレット、ドクン、バークス等の新外国人が怪我で欠場や不調の中、（球団史上ベストと言えるほど）外国人の補強を断続的に行い、東地区4位となった。カンファレンスセミファイナルに駒を進めるも浜松との対戦で1勝1敗とした後の延長戦（前後半5分）で敗れ、ファイナル4進出はならなかった。

#### 2009-10シーズン
開幕戦ダッシュを目論んだが、チーム内のコミュニケーション不足が祟り、連敗が続いた。シーズン中盤より持ち直し、東地区3位でプレイオフに進出。
カンファレンスセミファイナルではアウェイで仙台を破り、3季ぶりにファイナル4に進出。ファイナル4では、カンファレンスファイナルで浜松に、3位決定戦で沖縄に敗れ、4位でシーズンを終えた。

#### 2010-11シーズン
ベスト5のジュリアス・アシュビー、澤岻直人に加え、NCAAのファイナリストのバトラー大のウィリー・ヴィーズリー等優れた選手獲得という強化策を成功させたが、開幕戦秋田とのブザービーター、沖縄戦のアリウープによるブザービーター、3月の富山戦での2度のブザービーターによるOTの末の敗退等、勝ちきれない試合が続いた。なお東日本大震災の発生による東地区3チームの活動休止を受けて、プレイオフへの2位進出決定。東日本大震災等の影響により主力外国人選手の帰国とジョージ・リーチ選手の埼玉からのレンタル移籍があり、課題であったインサイドがリーグ有数の強さとなった。
ファイナル4では、カンファレンスファイナルで浜松戦に、3位決定戦で大阪に敗れ、4位でシーズンを終えた。
シーズン終了後、廣瀬HCが契約満了に伴い退団。

#### 2011-12シーズン
2007-08シーズンまで選手として新潟に在籍していたマット・ギャリソンが新HCに就任。東地区4位でプレイオフに進出し、ファーストラウンドの富山戦は突破したが、カンファレンスセミファイナルの浜松戦で敗退した。

#### 2012-13シーズン
チーム運営会社が「株式会社新潟プロバスケットボール」に社名変更。開幕から3連敗を喫したが直後に7連勝。横浜、富山、岩手と首位争いを繰り広げ、最終盤に4連勝して初めてレギュラーシーズン東地区1位になる。

#### 2015-16シーズン
平岡HCが退任し、中村和雄が史上初の球団OBではないHCとして「招聘」し、GMも兼務した。
ケネディ、サリバン、藤原、根東の4選手が群馬へ、バン・トリースが福島へ移籍。
新加入は練習生から昇格した武井弘明、ルーキーの本間遼太郎、仲西翔自(前/信州)、チャールズ・ヒンクル(前/NBADL・アイダホスタンピート)、ファイ・パプ・ムール(前/広島D)、ライアン・リード(元/NBA・オクラホマシティサンダー)である。
昨シーズンの主力が大量移籍した群馬に敗れるまで、開幕7連勝。12月に当初ACで契約した堀田剛司が現役復帰。更に八幡圭祐(前/東京Z)が通訳兼任で加入した。12月にパプが日本人に帰化した事により、“外国出身選手”を3人コートに立たせる事が可能になった。しかし、リードとパプに続く第3の外国人選手はヒンクルの奈良移籍、クリス・オリバー(前/仏・シュレットバスケット)やレジー・ハミルトン(元/NBADL・アイダホスタンピート)の早期退団で固定化できず、2月になって、浜松時代に中村HCの下でリーグ連覇に貢献したウェイン・アーノルド(前/滋賀)が加入して平均24.0得点と活躍、第3の外国人選手が確立された。パプが日本代表に選ばれることで話題も増え、レギュラーシーズン4位で終える。
新潟市東総合スポーツセンターでのプレイオフは、やはり東総合でレギュラーシーズン最終戦に戦った岩手を再び迎えたが、
第1戦・2戦に連敗、ファーストラウンドで敗退となった。

### B.LEAGUE

#### 2016-17シーズン（B1中地区）
中村HCが退任、OBでもあり高松のACであった庄司和広が新HCに就任した。
日本人選手は五十嵐圭(三菱)、遥天翼(熊本)、畠山俊樹(西宮)が新加入、木村啓太郎(青森)、武井弘明(信州)、小松秀平(奈良)、加藤竜太(奈良・レンタル)が退団、堀田剛司・仲西翔自は引退した。尚、渡邊大我も五十嵐と共に三菱から移籍したが、シーズン前に契約解除となった。外国出身選手は総入れ替えを行い、ダバンテ・ガードナー(西宮)、クリント・チャップマン(千葉)が新加入、バン・トリースが福島から復帰した。
開幕2戦目で富山からBリーグ初勝利を挙げた。ホーム開幕戦には球団史上初の5千人超えとなる5,286人が、ホームアリーナであるアオーレ長岡に駆け付け、2戦目でNBL企業チームの流れをくむSR渋谷からホーム初勝利をあげる。12月に5連勝を挙げ、前半戦を地区4位ながらも15勝14敗で折り返す。森井健太と田口凛の若手選手を強化選手として獲得したが、2月19日の京都戦でガードナーが負傷離脱すると、3月18日に復帰するまでの間、6連敗を喫した。その後は一進一退となり、7試合を残してB1残留を決めたが、同時にCS進出が途絶えた。最終的には、地区4位で18チーム中全体では10番目ながらも、27勝33敗で旧bj勢のなかでは健闘を見せた。しかし、旧NBL勢、特にNBL企業チームの流れをくむ三河・A東京・川崎には未勝利、名古屋Dからは1勝を挙げるも、SR渋谷に1勝7敗と大きく負け越す点で力の違いを感じたシーズンを終えた。
最終成績は27勝33敗。チームの１試合平均得点77.8点(6位/18チーム)、平均失点81.1点(17位/18チーム)、ターンオーバー数10.4回(4位/18チーム)、リバウンド数36.6回(15位/18チーム)。この結果、中地区4位、総合順位18チーム中11位でチャンピオンシップ出場を逃した。
ダバンテ・ガードナーが平均得点21.9点でリーグ得点ランキング2位だった。
2016-17シーズン終了後の決算発表は赤字決算となった。営業収入は3.6億円、主な内訳は入場収入1.0億円、スポンサー収入1.5億円、物販収入0.2億円、ユース・スクール関連0.3億円だった。営業費用は6.0億円で主な内訳は試合関連経費1.3億円、トップチーム人件費1.0億円で4348万円の営業赤字を出した。債務超過額は6456万円だった。Bリーグでは債務超過状態のチームにはB1ライセンスを発行しない方針だが、2016年のBリーグ発足時には特例として2018年6月までに債務超過を解消すればB1ライセンスを受ける事ができる規則だったため、新潟は問題無くライセンスを受けている。

#### 2017-18シーズン（B1中地区）
庄司HCが継続、横浜でのHC経験があり球団OBの青木勇人がACに就任した。
日本人選手は鵜澤潤(名古屋D)、輪島射矢(福島)、城宝匡史(富山)が新加入、公威(島根)、八幡・本間(金沢)、田口が退団、奈良にレンタルした加藤は岩手に完全移籍した。外国出身選手はガードナーが残留、チャップマン(広島→富山)は退団、バン・トリースは引退した。共にヨーロッパでの実績があるジャレッド・バーグレン(元/NBAサマーリーグ/オーランド・マジック)と、オースティン・ダフォー(前/Sopron KC)が新加入した。
横浜・富山・三遠と共に中地区に配属され、昨シーズン苦戦を強いられたSR渋谷・川崎が東地区へ出ていき、三遠と同じく愛知県を本拠とする三河・名古屋Dが西地区から加わった。
開幕戦は昨シーズンの主将・公威が移籍した島根をホームに迎え連勝、NBL企業チームの流れをくむA東京・川崎のアウェーで勝利を挙げるなどした。12月には森井健太と今村佳太を強化選手ではなく正式契約選手として獲得したが、千葉・三河・栃木の強豪との連戦もあって2勝にとどまり、前半戦を10勝18敗と地区5位で折り返す。天皇杯ではB2の信州・茨城に勝ちベスト8に進むも三河に敗れた。その天皇杯後にバーグレンを信州に出して、ラモント・ハミルトン（琉球）が新加入した。1月・2月は勝率5割（5勝5敗）と持ち直し、ホーム・アオーレ長岡でA東京に連勝するなどして、3月には5連勝、4月には4連勝を挙げ、横浜・三遠・富山がCS争いから脱落する中、懸命にCS圏内の首位・三河、2位・名古屋Dを追いかけた。4月28日の三遠戦（アオーレ）に勝利しB1残留を決め、残り4試合がCS進出だけを目指す戦いとなったが、5月2日の富山戦（東総合）に敗れ、2試合残して中地区からのCS進出チームは三河・名古屋Dに決まった。
トップチーム人件費は1億6090万円(B1 18チーム中15g位)。
通算成績は28勝32敗で中地区6チーム中3位、総合順位は18チーム中9位となった。チームの１試合平均得点は81.0点(4位/18チーム)、平均失点81.4点(17位/18チーム)、ターンオーバー数11.0回(4位/18チーム),リバウンド数36.6回(12位/18チーム)で攻撃力がリーグトップクラスに向上した。守備に関しては失点数は減らなかったが、ターンオーバー数の減少が顕著でチームの成長を感じるシーズンとなった。
ダバンテ・ガードナーが平均得点28.7点でリーグ得点ランキング1位を獲得、五十嵐圭が平均アシスト5.6回でリーグアシストランキング3位だった。
2017-18シーズン終了後の決算発表は増収増益と好調であり、債務超過を解消することができた。
営業収入は5.1億円(前年比1.5億円増)で主な内訳は入場収入1.6億円(前年と同等)、スポンサー収入2.1億円(前年比0.6億円増)、物販収入0.3億円(前年比0.1億円増)、ユース・スクール関連0.4億円(前年比0.1億円増)だった。営業費用は4.8億円(前年比1.2億円減)で試合関連経費1.5億円(前年比0.2億円増)、トップチーム人件費1.6億円(前年比0.4億円減)だった。2100万円の営業利益で前年からの増収増益でさらに支出の削減にも成功した。税引き後で約1714万円の黒字となった。

#### 2018-19シーズン（B1中地区）
日本人選手は五十嵐・鵜澤に続き3シーズン連続で名古屋Dから柏木真介、長岡出身の石井峻平(東京Z)、そして渡辺竜之佑(琉球)、上江田勇樹(富山)、山口祐希(茨城)が新加入、佐藤優(広島)、遥・城宝(福岡)、畠山(大阪)が退団。｛登録3人・ベンチ入り2人｝というルールに変わった外国出身選手はガードナーとハミルトンが残留、ダフォーは引退となった。シーズン開幕前の2018年8月には、日本代表に選出されていた今村佳太がジャカルタでの第18回アジア競技大会における行動規範の違反により、日本選手団の認定取り消しで帰国した上で、日本バスケットボール協会より１年間公式試合出場権はく奪に加え、新潟アルビレックスBBより出場停止期間中の社会奉仕活動への無期限従事の処分が発表された。処分期間の1/2である半年が経過した2019年4月11日にJBAの裁定委員会に復権申し立てを行い2019年4月から試合に復帰した。
シーズン開幕から順調に勝ち星を重ね、11/3～17の6連勝など前半31試合を21勝10敗として中地区首位で折り返し、2月のW杯予選中断直前の北海道戦の連勝により、この時点で昨季の勝ち数を越えた（29勝11敗）。2月には特別指定選手髙橋浩平と、3人目の外国籍選手としてアマンゼ・エゲケゼ(横浜→琉球)が加わった。3/30の三遠戦で勝利した事で中地区2位以上が確定しCS進出が決定した。CSホーム開催権を有する中地区優勝を川崎と争ったが4/13の直接対決を制して地区優勝を達成した。最終的に3/30から10連勝を挙げ、45勝15敗でレギュラーシーズンを締めた。
ポストシーズンのチャンピオンシップはアオーレ長岡にアルバルク東京を迎えて開催されたが、2試合とも敗れて年間優勝は絶たれた。個人タイトルとしてダバンテ・ガードナーが得点王とベストファイブに、大学と日立（現SR渋谷）時代を含めて12年ぶりのタッグとなった五十嵐と柏木がコンビでMIPを受賞した。
トップチーム人件費は2億1294万円(B1 18チーム中17位)。
通算成績は45勝15敗で中地区6チーム中1位、総合順位は18チーム中2位となった。チームの１試合平均得点は80.2点(5位/18チーム)、平均失点73.3点(5位/18チーム)、ターンオーバー数10.1回(4位/18チーム),リバウンド数37.6回(6位/18チーム)で昨季改善した攻撃力を維持したまま、守備力も大きく向上させ,攻守ともにリーグトップクラスに到達した。
ダバンテ・ガードナーが平均得点27.6点でリーグ得点ランキング1位,リバウンドを3位。
2018-19シーズンシーズン終了後の決算発表は前年からの増収減益となった。
営業収入は6.2億円(前年比1.1億円増)で主な内訳は入場収入1.6億円(前年と同等)、スポンサー収入2.1億円(前年比0.6億円増)、物販収入0.3億円(前年比0.1億円増)、ユース・スクール関連0.4億円(前年比0.1億円増)だった。営業費用は6.2億円(前年比1.4億円増)で試合関連経費1.9億円(前年比0.4億円増)、トップチーム人件費2.億円(前年比0.5億円増)だった。473万円の営業赤字だったが営業外収益により経常利益としては15万円の黒字となった。

#### 2019-20シーズン（B1中地区）
日本人選手では、山口祐希が富山、渡辺竜之佑がSR渋谷に移籍。外国籍選手はリーグ得点王のダバンテ・ガードナーが三河、アマンゼ・エゲケゼはギリシャA1バスケットボールリーグに所属するPAOKに移籍した。
ニューヨーク州立大学バッファロー校からニック・パーキンズが加入した。
得点王ダバンテ・ガードナーの退団により得点力の低下が不安視される中ではあったが、前シーズン中地区優勝チームとして連覇をめざしたが、開幕5連敗と出だしで大きく躓き苦しいシーズンとなる。テコ入れとして特別指定枠で星野曹樹と大阪のスコアラーであったエグゼビア・ギブソンを加えたが、成績は上向かず中地区下位に低迷した。2020年2・3月の試合が新型コロナウイルスの日本国内での感染拡大防止のために延期となった。14・15日の琉球戦は無観客開催で開催されたが、3月16・17日にリーグ側と選手会、各クラブで改めて議論を実施。その結果、3月20日～4月1日にかけて開催するB1リーグ戦、B2リーグ戦の中止を決定した。3月27日にはBリーグからB1第33節以降、B2 第31節以降（第27節代替試合も含む）の全試合の中止、ポストシーズン（Bリーグチャンピオンシップ、B2プレーオフ、B1残留プレーオフ、B1・B2入れ替え戦、B2・B3入れ替え戦）の中止が発表された。新潟の成績はB1残留プレーオフ圏内だったが、プレーオフ開催が中止になったため、B1残留が確定した。
トップチーム人件費は2億2395万円(B1 18チーム中17位)。
通算成績は13勝28敗で中地区6チーム中4位、総合順位は18チーム中15位となった。チームの１試合平均得点は70.3点(17位/18チーム)、平均失点76.6点(10位/18チーム)、ターンオーバー数13.4回(17位/18チーム),リバウンド数36.6回(9位/18チーム)だった。昨季の1試合平均得点は80点でリーグトップクラスを誇っていた攻撃力がわずか1シーズンでリーグ最下位クラスまで落ち込んだ。
2019-20シーズンシーズン終了後の決算発表は大幅な赤字決算で、7710万円の債務超過となった。
営業収入は5.6億円(前年比0.6億円減)で主な内訳は入場収入1.3億円(前年比0.3億円減)、スポンサー収入2.8億円(前年比0.7億円増)、物販収入0.3億円(前年と同等)、ユース・スクール関連0.3億円(前年比0.1億円減)だった。営業費用は6.3億円(前年比0.1億円増)で試合関連経費2.1億円(前年比0.2億円増)、トップチーム人件費2.2億円(前年比0.1億円増)だった。7346万円の営業赤字で純損失としては7985万円の当年赤字である。通常時のB1ライセンスは債務超過に該当した場合には交付されない規則であったが、新型コロナウイルスの日本国内での感染拡大の影響から、Bリーグでは2019-20と2020-21の決算については判定条件から一律に除外する決定を下したため、新潟にB1ライセンスが発行された。

#### 2020-21シーズン（B1東地区）
本シーズンはB1が東西2地区制に変更となり、新潟は東地区に所属した。
庄司和弘HCが退任し、横浜HCの福田将吾が新ヘッドコーチに就任した。日本人選手は、東京Zから柏倉哲平、島根から納見悠仁、川崎から林翔太郎が加入し、佐藤公威が島根から復帰した。今村圭太は琉球、森井健太は横浜BCに移籍した。外国出身選手は総入れ替えとなり、ラモント･ハミルトン、ニック・パーキンズ、エグゼビア・ギブソンが退団、群馬からロスコ・アレン、大阪からリチャード・ヘンドリックス、Bank  of Taiwanからチャールズ・ミッチェルが加入した。
若手有望選手の移籍で戦力低下が不安視されたシーズンだったが、シーズン成績は2020年10月に3勝7敗、11月は2勝3敗、12月は11月は2勝9敗、2021年1月は2勝5敗と前シーズン序盤以上に苦しい成績が続く中、2021年1月31日の名古屋D戦で福田将吾ヘッドコーチが試合を欠場した。球団発表では福田将吾の体調不良が理由であり、小菅学球団社長兼GMが連載している新聞コラムでも「福田ヘッドコーチの体調不良」としか説明されなかったが、実際には小菅学が福田将吾に対して、侮辱的で人格を否定するようなどう喝や反省文の提出を強要する行為を連日行い、福田将吾を過呼吸で嘔吐、失神による人事不省で試合欠場に追い込んでいた経緯が内部告発により発覚、Bリーグ調査でパワハラ認定の上でけん責および制裁金50万円の処分を受けた。小菅学は2カ月の謹慎処分後に復職したが、福田将吾の復帰は叶わず、青木勇人アソシエイトコーチが代行としてシーズン終了まで指揮を執った。2021年2月以降も、2月は3勝4敗、3月は1勝5敗、4月は2勝4敗、5月は1勝2敗と成績は上向かず、シーズンを通じて月間成績で勝ち越しがないままシーズンを終了。16勝38敗で東地区9位(全体17位)に終わった。
2020年4月27日に2020-21シーズンのレギュレーションが発表され、新潟が所属するB1リーグからの降格枠なしとなっていたためシーズン終了後の残留プレーオフは行われないことになった。新潟はチャンピオンシップへの進出ができなかったため、このシーズンはポストシーズンへの出場がなかった。
トップチーム人件費は2億2395万円(B1 20チーム中18位)。
通算成績は16勝38敗で東地区10チーム中9位、総合順位は20チーム中17位となった。チームの１試合平均得点は76.5点(15位/18チーム)、平均失点85.1点(18位/20チーム)、ターンオーバー数13.7回(19位/20チーム),リバウンド数35.2回(12位/20チーム)だった。昨季より攻撃力は若干持ち直したが下位クラス、守備は最下位クラスまで落ち込んだ。
2020-21シーズン終了後の決算発表は昨季に続く大幅な赤字決算で、1億3200万円に債務超過規模が拡大した。
営業収入は5.3億円(前年比0.3億円減)で主な内訳は入場収入1.1億円(前年比0.2億円減)、スポンサー収入2.6億円(前年比0.2億円減)、物販収入0.3億円(前年と同等)、ユース・スクール関連0.4億円(前年比0.1億円増)だった。営業費用は5.8億円(前年比0.5億円減)で試合関連経費0.6億円(前年比1.5億円増)、トップチーム人件費2.7億円(前年比0.5億円増)だった。5510万円の営業赤字で純損失としては5504万円の当年赤字である。通常時のB1ライセンスは債務超過に該当した場合には交付されない規則だが、新型コロナウイルスの日本国内での感染拡大の影響から、Bリーグでは2019-20と2020-21の決算については判定条件から一律に除外する決定を下したため、新潟にB1ライセンスが発行された。

#### 2021-22シーズン（B1東地区）
2020-21シーズンのパワハラ事案について2022年4月5日に球団による記者会見が行われた。本事案の加害者で球団代表でもある小菅学は記者会見に姿を見せず、プライバシー保護を理由としてパワハラ被害者は非公表で被害者への謝罪は行われなかった。28日には休養中の福田将吾ヘッドコーチが単独で記者会見を開き、「球団が行った記者会見のままでは、公表しなければ有耶無耶になってしまう」との考えから、自らがパワハラ被害者であることを公表した上で、現場への復帰意思と球団側が職場復帰を差し止めているという状況を公表した。しかし球団は福田将吾ヘッドコーチの告白を黙殺し、被害者非公表の方針を続けた。さらに5月9日にはパワハラ加害者である小菅学の謹慎解除と職場復帰、ならびに取締役会長の日野明人が社長に就任することが発表、2週間後の31日には小菅学の取締役強化本部長就任、ならびに社長の日野明人は会長に職務変更、新社長はパワハラ事案対応の対応責任者である経営企画本部長の川上明が就任した。2020-21シーズン終了後には球団と福田将吾の間で現場復帰への協議が行われたが、6月23日には福田将吾から球団への辞意申し入れがあったとして、3年契約の破棄と退団が発表、福田将吾ヘッドコーチの退団時には、ハラスメント撲滅宣言と再発防止策の発表を行った。福田将吾ヘッドコーチの突然の退団やパワハラ加害者への扱いなど、球団対応の不透明さや不自然さに対して地元も含めマスコミから批判的な報道があった。2年後の2023年に川上社長からブースターにこの件の釈明があり、パワハラ加害者を擁護する意図はなかったが、小菅学のパワハラ行為は選手やスタッフの事を第一に考えての義憤に駆られた上の行動であった事を評価した上での対応であったことを公表した上で、球団発表ではその点の説明が不足したため、世間からは球団ぐるみでの隠蔽行為と取られてしまったという反省が語られた。
経営陣、指導者および選手構成において大きな変更があった。前シーズン途中から代行としてチームの指揮を執った青木勇人アソシエイトコーチは退団して横浜ビー・コルセアーズのヘッドコーチに就任し、新潟のヘッドコーチにはクラブOBの平岡富士貴が就任した。
選手はアレン・ダーラム、ジェイソン・ウォッシュバーン、石井峻平、林翔太朗、柏倉哲平、五十嵐圭、西田優大とBリーグ開幕から主力を務めた中心選手を含む7名が退団。また水野幹太は再契約の上で福島へ期限付き移籍。新入団は岡本飛竜、遠藤善、チリジ・ネパウェ、木村圭吾、ジェフ・エアーズ、綿貫瞬、コービー・パラスの7選手と前シーズンに続き選手の大幅な入れ替えとなった。
トップチーム人件費は2億7444万円(B1 22チーム中20位)。
長年チームを支えてきた主力選手たちの退団による戦力低下が危惧される中、シーズン開幕後は2021年10月に2勝7敗、11月は0勝5敗、12月は0勝10敗、2022年に入っても1月は2勝5敗と不振だった過去2シーズンを上回る大不振で連敗を重ね、2021年10月から2022年1月にかけてはB1リーグ歴代ワースト記録の26連敗を喫した。以後も2月は1勝2敗、3月は0勝7敗、4月は0勝7敗、5月は2勝2敗と成績は低迷しつづけた。通算成績は7勝45敗で東地区11チーム中11位、総合順位は22チーム中22位のリーグ最下位となった。チームの１試合平均得点は70.4点(22位/22チーム)、平均失点83.7点(16位/22チーム)、ターンオーバー数15.2回(22位/22チーム),リバウンド数37.4回(8位/22チーム)だった。攻撃面の指標は最下位まで低下、守備面の指標も下位クラスに留まった。
2021-22シーズンの決算には債務超過の解消と新B1の基準となる売上12億円達成への確実な進捗が求められたが、結果は昨季をさらに上回る大幅赤字で債務超過は3億7305万円に達した。
営業収入は4.7億円(前年比0.6億円減)で、主な内訳は入場収入0.9億円(前年比0.2億円減)、スポンサー収入2.3億円(前年比0.3億円減)、物販収入0.3億円(前年と同等)、ユース・スクール関連0.3億円(前年比0.1億円減)だった。営業費用は7.0億円(前年比1.2億円増)で試合関連経費1.8億円(前年比1.2億円増)、トップチーム人件費2.7億円(前年と同等)だった。減収減益の結果として純損失としては2億2877万円の大幅な当年赤字となった。今回の決算における赤字の欠損補填のため資本金の額を1.27億円減資して資本準備金へ振り替えた。
B1ライセンスは債務超過球団には交付されない規則だが、新型コロナウイルスの日本国内での感染拡大の影響から、Bリーグでは2021-22の決算については判定条件から一律に除外する決定を下したため、新潟にB1ライセンスが発行された。
シーズン中の2022年2月には、球団は新B1（B.LEAGUE PREMIER）への参入を目指すことが発表された。

#### 2022-23シーズン（B1中地区）
本シーズンのB1は東中西3地区制で新潟は中地区に所属となった。
経営陣、指導者の変更は取締役強化本部長の小菅学が下部組織、スクール事業の担当に職務変更。後任の強化本部長は前三遠GMのの東英樹が就任した、ヘッドコーチは平岡富士貴が続投。當銘勤次郎コーチが退団。WNBAワシントン・ミスティクス 通訳の武井樹がアシスタントコーチ兼ディベロップメントコーチとして入団した。
選手は佐藤公威が引退。岡本飛竜、大矢孝太朗、納見悠仁、コービー・パラスの主力を含む4選手が退団。新入団はストーンヒル大学からモサク オルワダミロラ 雄太 ジョセフ、バージニア工科大学からケヴェ・アルマ、レバンガ北海道から玉木祥護、滋賀レイクスターズから澁田怜音、群馬クレインサンダーズから杉本天昇、アースフレンズ東京Zからジョニー・ハミルトンが加入した。しかしシーズン開幕直前にジョニー・ハミルトンが来日未定のまま音信不通であることが発表され、そのまま契約解除になった。代役として元秋田ノーザンハピネッツのジョシュア・クロフォードとの短期契約が発表された。
トップチーム人件費は3億1055万円(B1 22チーム中22位)。
昨シーズンに続き主力選手の退団による戦力低下が不安視されたが、シーズン開幕後、10月は1勝8敗、11月は0勝5敗、12月は2勝10敗と、記録的な大不振だったB1での前シーズンと変わらずB2でも最下位に低迷した。
開幕まもなくの10月18日には平岡ヘッドコーチの休養が発表された。元島根スサノオマジック　ヘッドコーチ代行の河合竜児がアシスタントコーチとして入団し、平岡ヘッドコーチ不在の間はヘッドコーチ代行を務める発表があった。11月1日にはジョシュア・クロフォードの退団が発表された。25日にはNBAでのアシスタントコーチ経験を持つコナー・ヘンリーがアドバイザリーコーチとして入団した。12月12日に休養中の平岡ヘッドコーチからの辞任申し入れを受理し、河合ヘッドコーチ代行体制の継続が発表されたが、わずか4日後の16日にはコナー・ヘンリーアドバイザリーコーチのヘッドコーチ就任と河合ヘッドコーチ代行のアシスタントコーチへの職務変更の発表があった。18日にロスコ・アレンをインジュアリーリストに登録し、スティーブン・グリーンが湘南ユナイテッドBCとの契約を解除した上で、短期契約で入団した。
2023年1月は2勝6敗、2月は0勝4敗。3月は1勝6敗と不振が続いており、浮上のきっかけを全くつかめないままリーグ戦は終盤を迎えた。
1月には開志国際高校の武藤俊太朗が特別指定選手として入団した。3月にはロスコ・アレンの復帰でスティーブン・グリーンとの契約を解除した。13日に通訳兼アマチュア選手契約を結んでいた冨岡大地との選手契約を解除し、入れ替わりで元西宮ストークスの川村卓也が入団した。川村卓也は3月の2試合に出場したが、30日に左内転筋損傷で全治4週間の診断を受け、そのままシーズン終了までチームを離脱した。26日に武藤俊太朗が特別指定選手としての活動を終了し、退団した。
リーグ最終盤に入ってからチームは復調に向かい、4月は今シーズン初の4連勝を含め7勝6敗と勝ち越しを果たした。この巻き返しにより滋賀、富山との間で熾烈なB1残留争いとなったが、B1残留が懸かった最終節 5月6日の信州ブレイブウォリアーズ戦に敗れたことでついにB2降格が確定した。
2022-23シーズンの最終順位は中地区8位、総合24位で二年連続の最下位だった。
チームの1試合平均得点は75.2点（20位/24チーム）、平均失点86.9点（23位/24チーム）、ターンオーバー数14.1回（23位/24チーム）で昨季に続き攻撃、守備の両方の指標がリーグ最下位クラスに低迷した。
2023年4月に行われたクラブライセンスの判定において、チームの債務超過状態が問題となったが、2022年度決算時（2023年6月期）に債務超過に陥らない施策を行うという確約書の提出とその履行を前提にB1クラブライセンスが公布された。
2022-23シーズンの決算では、債務超過の解消がクラブのライセンス上の必達事項であった。。
決算では営業収入は7.2億円(前年比2.5億円増)で、主な内訳は入場収入1.37億円(前年比0.37億円増)、スポンサー収入4.3億円(前年比2.0億円増)、物販収入0.37億円(前年比0.1億円増)、ユース・スクール関連0.36億円(前年と同等)だった。営業費用は8,1億円(前年比1.1億円増)で試合関連経費2.3億円(前年比0.5億円増)、トップチーム人件費3.1億円(前年比0.4億円増)だった。大幅なスポンサー収入の増加により昨季の大幅な赤字からは改善されたが支出も増えており純損失9361万円の4期連続の赤字となった。一方で球団の固定資産が大幅(3.7億円)増加したことで、B1ライセンスの条件だった債務超過の解消は決算上で達成された。しかし後日監査法人から一連の会計処理上の問題が指摘されたことにより債務超過の解消は取り消され、750万円の実質債務超過の状態であると判断された

#### 2023-24シーズン（B2東地区）
前シーズン成績によるB2降格でB2東地区に所属となった。
指導者はほぼ総入れ替えで、コナー・ヘンリー　ヘッドコーチ、河合竜児アシスタントコーチ、藤原隆充アシスタントコーチが退団。クウェートのカズマSCからケイシー・オーウェンズがヘッドコーチとして入団、アルバカーキバスケットボールクラブからマイケル・マーフィーがアシスタントコーチとして入団した。
継続選手は、小池文哉が昨季までの特別指定選手契約からの契約変更、遠藤善、キャプテンの池田雄一と3選手のみが契約継続で、主力を含め大部分の選手が入れ替りとなった。退団は前シーズン中からチームから離脱していた川村卓也がシーズン日程終了と同時に退団。木村圭吾が群馬クレインサンダーズへ移籍、澁田怜音が京都ハンナリーズへ移籍、玉木祥護が福島ファイヤーボンズへ移籍、モサク オルワダミロラ 雄太 ジョセフが茨城ロボッツへ移籍、杉本天昇がファイティングイーグルス名古屋へ移籍、綿貫瞬がレバンガ北海道に移籍、ケヴェ・アルマがKBL蔚山モービスフィバスに移籍、ロスコ・アレンが川崎ブレイブサンダースに移籍、コフィ・コーバーンがKBLソウル・サムスン・サンダーズへ移籍、パク ジェヒョンが退団。
新入団は、仙台89ERSから田中成也が加入、アースフレンズ東京Zから大矢孝太朗 が１シーズンぶりの再加入、千葉ジェッツで特別指定選手だった高橋克実が加入、佐賀バルーナーズからファイ パプ月瑠が6シーズンぶりの再加入、大阪エヴェッサからカイル・ハントが加入、リトアニアのガルグズドゥからジョシュ・ニューカークが加入、スイスのボンクールからマーティンス・イバーヌが加入した。アップルスポーツカレッジの大本歩夢が特別指定選手として入団した。前シーズン途中に選手契約を解除した冨岡大地との通訳での契約を満了の上、改めて選手兼通訳として再契約した。また練習生だった笹井幹太とアマチュア契約を結んだ。B2クラブの平均トップチーム人件費は2.9億円に対して新潟は2.1億円で、B2 14クラブ中9位だった。

2022年度決算時（2023年6月期）について監査法人から会計処理に関する指摘があり、750万円の債務超過と判断された。この結果B1ライセンスの基準を満たさない状態となり、2023年11月に2023-24シーズンのB1ライセンスを剥奪の上でB2ライセンスの公布という処分となった。球団では11月15日の臨時株主総会において増資が決議され、債務超過の解消が改めて発表された。
1年でのB1復帰を目標に掲げたシーズンにおいて、指導者、選手の殆どの入れ替わりを図ったが、開幕から10月は1勝9敗、11月は0勝8敗，12月は1勝10敗と予想を超える大不振に陥り、B2東地区および全体最下位に成績が低迷した。10月27日には開幕7連敗を受けて球団から声明が発表されたが、現在の球団経営は厳しいことから新戦力補強は行えないため現有戦力でB1昇格を目指すという内容だった。しかし11月に入ってもチーム状態は好転せず、大型連敗が続いたため現戦力維持の方針を変更し、まず11月29日にアシスタントGMとして浦上幸二郎が就任した。
同日11月29日に怪我でベンチ外が続いたジョシュ・ニューカークとの契約を解除し、京都ハンナリーズを退団したステイシー・デイヴィスが入団、12月13日に不調のマーティンス・イバーヌが退団し、12月14日に仙台89ERSのデボーン・ワシントンが入団した。12月27日に名古屋学院大学の永野威旺が特別指定選手として入団した。
1月11日にデボーン・ワシントンが退団、ブラジルUniverso Brasiliaからトニー・クリスウェルが入団した。1月31日にステイシー・デイヴィスが左足関節捻挫で2週間離脱した。カイル・ハントは腰痛のため、2月4日の神戸戦以降シーズン終了までメンバー外となった。3月7日に永野威旺の特別指定選手としての活動が終了して退団となった。
1月は新戦力が結果につながり3勝4敗とやや巻き返したが、2月は1勝7敗、3月は3月17日に0勝6敗と再び大差での連敗が続き、リーグ戦を11試合も残してB2下位2チームのB3降格圏が最終順位として確定した。
B3降格が確定する前日の3月16日に中期活動計画の見直しが発表され、2022年に発表されたB.LEAGUE PREMIER参入目標が撤回され、新たに下部リーグであるB.LEAGUE ONE参入を目指すことを発表、同時に代表取締役社長の川上明が取締役に退き、親会社であるNSGグループの総合広告代理店アイ・シー・オー取締役の糸満盛人が社長に就任内定した。またトニー・クリスウェルが日本国内で自動車を運転する免許を受けていないにも関わらず、球団が別のチームスタッフに貸与した自動車を無免許で運転したことが2024年4月に発覚した。球団は同選手に短距離・一回の運転であったこと、また事故や事件がなかったことから、公表やリーグへの報告や処罰などは行わず、処分は同選手への厳重注意に留めた。
降格圏確定後も、3月は1勝10敗、4月は0勝6敗と復調の気配はなくシーズン終了。シーズン平均観客数は1766名だった。
成績は7勝53敗。B2東地区7位、総合14位でB2全体最下位となった。年間53敗はB2歴代最多敗数である。チームの1試合平均得点は72.9点(13位/14チーム)、平均失点87.7点(14位/14チーム)、ターンオーバー数13.1回(9位/14チーム),リバウンド数33.2回(14位/14チーム)で、攻撃力、守備力共にB2最低クラスであった。
決算では営業収入は7.4億円(前年比0.2億円増)で、主な内訳は入場収入0.9億円(前年比0.4億円減)、スポンサー収入4.3億円(前年同等)、物販収入0.24億円(前年比0.1億円減)、ユース・スクール関連0.45億円(前年比0.09億円像)だった。営業費用は7.7億円(前年比0.4億円減)で試合関連経費.1.8億円(前年比0.5億円減)、トップチーム人件費2.1億円(前年比1.0億円減)だった。B2降格の影響もあり入場収入は減少したが、それ以外の収入の減少を最小限にした上で、人件費などの支出を抑えたことで赤字額は縮小し、純利益23万円で5期ぶりの黒字となった。。

#### 2024-25シーズン（B3）
前シーズン成績による降格でB3に所属となった。
経営者は前シーズン中の発表の通り川上明社長は一旦管理本部社長付に退き、2024年6月には退団し人材派遣会社を起業した。後任社長には親会社であるNSGグループの総合広告代理店アイ・シー・オー取締役の糸満盛人が社長に就任した、下部組織、スクール事業を担当していた小菅学が新潟BBラビッツのチーフマネジャーとして移籍。東英樹 強化本部長 が新潟BBラビッツのヘッドコーチとして移籍、ケイシー・オーウェンズヘッドコーチ、マイケル・マーフィーアシスタントコーチは退団。シャンソンVマジック前ヘッドコーチの鵜澤潤がヘッドコーチに就任した。荒川純平ストレングス＆コンディショニングコーチ兼ヘッドアスレチックトレーナーが香川ファイブアローズに移籍した。 東京ユナイテッドから佐藤優樹がアシスタントコーチとして加入、浦上幸二郎がGM補佐からアドバイザリーコーチに職務変更となった。
選手は、主力を含め大部分の選手が入れ替りとなった。契約継続は田中成也、カイル・ハント、ファイ パプ月瑠、大矢孝太朗、池田雄一。契約満了による退団はステイシー・デイヴィス、トニー・クリスウェル、遠藤 善、高橋克実 、小池文哉、保泉遼、笹井幹太とはアマチュア契約解除の上、練習生として再契約。冨岡大地は契約解除の上で新規に選手契約を結び直した。
新規入団は東京八王子ビートレインズから上江田勇樹が入団、群馬クレインサンダーズから五十嵐圭が3年ぶりに再入団、前シーズン無所属だった川村卓也が1年ぶりに再入団した。 西宮ストークスから濵高康明、香川ファイブアローズからイバン・ラべネル、前シーズン練習生だった樋口蒼生、アンゴラのアトレティコ・ペトロレオス・デ・ルアンダからアント・ネルソンが入団した。
前シーズンにトニー・クリスウェル選手が無免許運転を行った件について、発覚当初の1回だけでは無く複数回運転していた可能性から再調査が決定し、6月10日にBリーグに報告を行ったところ車両管理の不備、並びに発覚をBリーグに対し報告していなかったことが規約違反に該当するとの判断で、けん責および制裁金 30万円が課せられた。なお、6月15日に再調査結果が発表され、複数回運転していたという事実は確認できなかったことをリーグに報告している。12月26日に日本体育大学のムトンボ・ジャン・ピエールが留学実績選手として加入した。
シーズンは27勝25敗の6位でプレーオフに進出。準々決勝は敵地で香川ファイブアローズを2勝1敗で制した。準決勝ではホームにアースフレンズ東京Zを迎え撃ち、初戦を制してB2復帰まであと1勝としたものの、そこから2連敗を喫し敗退した。東京ZがB2のライセンスを持っておらず昇格の権利が無かったため、残るB2昇格への1枠を同じく準決勝で敗れた岩手ビッグブルズと3位決定戦で争ったが第1戦・2戦をともに落とし1シーズンでの復帰はならなかった。

#### 2025-26シーズン（B3）
前シーズン成績により、引き続きB3に所属となった。Bリーグは2026年度から新制度に移行するため、現精度最後のシーズンとなる。
選手は大矢孝太朗、冨岡大地、上江田勇樹、ファイ パプ月瑠、カイル・ハントが退団した。

### チーム名の変遷
- 1954年 : 大和証券バスケットボール部
- 1994年 : 大和証券ホットブリザーズ
- 1999年 : 大和証券グループ本社ホットブリザーズ
- 2000年 : 新潟アルビレックス
- 2006年 : 新潟アルビレックス バスケットボール（略称:新潟アルビレックスBB）

### 歴代社長
- 2000年 - 2004年 : 河内敏光
- 2004年 - 2007年 : 中野秀光
- 2007年 - 2014年 : 日野明人
- 2014年 - 2021年 : 小菅学[134]
- 2021年 - 2021年 : 日野明人
- 2021年 - 2024年: 川上明
- 2024年 -  : 糸満盛人

## 選手とスタッフ

### 現行ロースター
| 記号説明 |                           |  |                           |
|          | チームキャプテン          |  | (C) オフコートキャプテン  |
|          | 故障者                    |  | (+) シーズン途中契約      |
|          | (S) 出場停止              |  | (帰) 帰化選手             |
|          | (ア) アジア特別枠選手     |  | (申) 帰化申請中選手（B3） |
|          | (特) 特別指定選手         |  | (留) 留学実績選手（B3）   |
|          | (育) ユース育成特別枠選手 |  | (U) U22枠選手             |

公式サイト
| - ロースター - スタッフ - スタッツ - 故障者リスト | - 選手契約登録規程 B1.B2 / B3 - FA選手リスト |

## 成績

### 日本リーグ
| 年度 | リーグ         | ディビジョン   | 回 | レギュラーシーズン | レギュラーシーズン | レギュラーシーズン | セミファイナル | セミファイナル | ファイナル | ファイナル | 最終結果 | HC       |
| 年度 | リーグ         | ディビジョン   | 回 | 勝                 | 敗                 | 順位               | 勝             | 敗             | 勝         | 敗         | 最終結果 | HC       |
| ---- | -------------- | -------------- | -- | ------------------ | ------------------ | ------------------ | -------------- | -------------- | ---------- | ---------- | -------- | -------- |
| 2000 | 日本リーグ     | 2部            | 34 | 12                 | 2                  | 2位                | 1              | 0              | 1          | 0          | 優勝     | 廣瀬昌也 |
| 2001 | 日本リーグ     | 日本リーグ     | 35 | 14                 | 0                  | 1位                | 2              | 0              | 2          | 1          | 優勝     | 廣瀬昌也 |
| 2002 | スーパーリーグ | スーパーリーグ | 2  | 9                  | 12                 | 6位                | ---            | ---            | ---        | ---        | 6位      | 廣瀬昌也 |
| 2003 | スーパーリーグ | スーパーリーグ | 3  | 9                  | 19                 | 8位                | ---            | ---            | ---        | ---        | 8位      | 廣瀬昌也 |
| 2004 | スーパーリーグ | スーパーリーグ | 4  | 8                  | 20                 | 7位                | ---            | ---            | ---        | ---        | 7位      | 廣瀬昌也 |

### bjリーグ
| 年度    | レギュラーシーズン | レギュラーシーズン | レギュラーシーズン | レギュラーシーズン | レギュラーシーズン | レギュラーシーズン | レギュラーシーズン | レギュラーシーズン | 最終結果 | HC                 | 備考                      |
| 年度    | 勝                 | 敗                 | 勝率               | ゲーム差           | 得点               | 失点               | 得失点差           | 順位               | 最終結果 | HC                 | 備考                      |
| ------- | ------------------ | ------------------ | ------------------ | ------------------ | ------------------ | ------------------ | ------------------ | ------------------ | -------- | ------------------ | ------------------------- |
| 2005-06 | 29                 | 11                 | .725               | 2.0                | 79.7               | 71.7               | +8.0               | 2位                | 準優勝   | 廣瀬昌也           |                           |
| 2006-07 | 25                 | 15                 | .625               | 4.0                | 83.2               | 75.8               | +7.4               | 2位                | 4位      | 廣瀬昌也           | プレイオフ出場            |
| 2007-08 | 26                 | 18                 | .591               | 3.0                | 83.5               | 81.6               | +1.9               | 東3位              | 6位      | 廣瀬昌也           | ワイルドカードゲーム敗退  |
| 2008-09 | 24                 | 28                 | .462               | 12.0               | 82.8               | 83.9               | -1.1               | 東4位              | 5位      | 廣瀬昌也           | プレイオフ 地区準決勝敗退 |
| 2009-10 | 25                 | 27                 | .481               | 16.0               | 81.2               | 79.1               | -2.1               | 東3位              | 4位      | 廣瀬昌也           | ファイナル4出場           |
| 2010-11 | 20                 | 20                 | .500               | 17.0               | 75.3               | 74.3               | +1.0               | 東4位              | 4位      | 廣瀬昌也           | ファイナル4出場           |
| 2011-12 | 28                 | 24                 | .538               | 9.0                | 82.6               | 78.8               | +3.8               | 東4位              | 5位      | マット・ギャリソン | プレイオフ 地区準決勝敗退 |
| 2012-13 | 36                 | 16                 | .692               | ---                | 83.2               | 74.6               | +8.6               | 東1位              | 4位      | マット・ギャリソン | ファイナル4出場           |
| 2013-14 | 31                 | 21                 | .596               | 11.0               | 77.6               | 74.0               | +3.6               | 東5位              | 7位      | 平岡富士貴         | プレイオフ 地区準決勝敗退 |
| 2014-15 | 36                 | 16                 | .692               | 5.0                | 80.0               | 72.8               | +7.2               | 東4位              | 6位      | 平岡富士貴         | 地区準決勝敗退            |
| 2015-16 | 34                 | 18                 | .654               | 5.0                | 81.5               | 74.7               | +6.8               | 東4位              | ---      | 中村和雄           |                           |

ゲーム差は1位との差を表している。

### 獲得タイトル
- 日本リーグ（2部）
  - 優勝2回（2000-01・2001-02）

### 個人別タイトル
MVP
- 日本リーグ2000-01 庄司和広
- 日本リーグ2001-02 庄司和広

ルーキー・オブ・ザ・イヤー
- 日本リーグ2001-02 藤原隆充

コーチ・オブ・ザ・イヤー
- 日本リーグ2001-02 廣瀬昌也

ベスト5
- 日本リーグ2000-01
  - SG 小宮邦夫
  - SF  庄司和広
- 日本リーグ2001-02
  - PG 平岡富士貴
  - SF  庄司和広
  - PF リン・ワシントン
- bjリーグ2005-06 ニック・デービス
- bjリーグ2006-07 ニック・デービス
- bjリーグ2012-13 クリス・ホルム

リバウンド
- 日本リーグ2001-02 シャナン・スウィルス
- JBLスーパーリーグ2002-03 グレッグ・ストルト
- JBLスーパーリーグ2004-05  ニック・デービス
- bjリーグ2005-06  ニック・デービス
- bjリーグ2006-07  ニック・デービス
- bjリーグ2011-12  クリス・ホルム
- bjリーグ2012-13  クリス・ホルム

ブロックショット
- 日本リーグ2001-02 シャナン・スウィルス
- JBLスーパーリーグ2004-05  ニック・デービス

スティール
- 日本リーグ2001-02  庄司和広

フィールドゴール成功率
- 日本リーグ2001-02 平岡富士貴
- bjリーグ2006-07  ニック・デービス
- bjリーグ2010-11 ザック・アンドリュース

フリースロー成功率
- 日本リーグ2001-02  庄司和広

3Pシュート成功率
- bjリーグ2008-09 竹野明倫

最優秀6thMan賞
- bjリーグ2011-2012　小松秀平

### その他受賞
- bjリーグ2006-07 コミュニティーアシスト

## リーグ戦の主な記録

### 個人記録
通算最多試合出場
最多連続試合出場
最年少試合出場
最年長試合出場
シーズンフルタイム出場
1試合最多得点
1試合最多リバウンド
1試合最多アシスト
通算最多得点
最多連続得点試合
シーズン最多得点
最年少得点
最年長得点

### チーム記録

#### 得点失点関連記録
1試合最多得点
- bjリーグ 116点 東京アパッチ 2007-08 1月20日
- Bリーグ 108点 西宮ストークス 2017-18 12月9日

1試合最少得点
- bjリーグ 57点仙台89ERS 2009-10 3月13日
- Bリーグ 57点 SR渋谷 2016-17 4月15日

1試合最多失点
- bjリーグ 102点 東京アパッチ 2005-06 3月11日
- Bリーグ 107点 大阪エヴェッサ 2017-18 4月1日

#### 連勝記録
最多連勝
- 日本リーグ 18連勝 2001年1月28日〜2002年2月17日
- bjリーグ 15連勝 2005年11月26日〜2006年2月5日

最多連敗
- JBLスーパーリーグ 9連敗 2004年1月31日～2月29日

同一カード最多連勝
- 9連勝 埼玉ブロンコス 2005-06 12月17日〜2006-07 11月26日

同一カード最多連敗
- 3連敗 仙台89ERS 2007-08 12月16日〜3月30日

### 観客動員記録
最多観客動員試合
- Bリーグ 2016-17 5,286人長岡市アオーレ長岡
- bjリーグ 2006-07 4,515人新潟市朱鷺メッセ

最少観客動員試合
- 2005-06 小千谷市総合体育館 1,459人

年度別観客動員記録
| 部         | 年度    | 試合数 | 合計     | 平均    | 最大    | 最小    | 試合会場 | 備考         |
| 日本リーグ | 2000-01 | ---    | ---人    | ---人   | ---人   | ---人   | ---      | リーグ優勝   |
| 日本リーグ | 2001-02 | ---    | ---人    | ---人   | ---人   | ---人   | ---      | Sリーグ昇格  |
| Sリーグ    | 2002-03 | ---    | ---人    | ---人   | ---人   | ---人   | ---      | ---          |
| Sリーグ    | 2003-04 | ---    | ---人    | ---人   | ---人   | ---人   | ---      | ---          |
| Sリーグ    | 2004-05 | ---    | ---人    | ---人   | ---人   | ---人   | ---      | Sリーグ脱退  |
| bjリーグ   | 2005-06 | 20     | 60,160人 | 3,008人 | 4,394人 | 1,459人 | ---      | bjリーグ開幕 |
| bjリーグ   | 2006-07 | 20     | 65,179人 | 3,259人 | 4,515人 | 1,823人 | ---      | ---          |
| bjリーグ   | 2007-08 | 20     | ---人    | ---人   | ---人   | ---人   | ---      | ---          |

会場別観客動員記録
| 年度    | 自治体   | アリーナ           | 座席数    | ホームゲーム観客数 | ホームゲーム観客数 | ホームゲーム観客数 | ホームゲーム観客数 | ホームゲーム観客数 | ホームゲーム観客数 |
| 年度    | 自治体   | アリーナ           | 座席数    | 試合数             | 合計               | 平均               | 最大               | 最小               |                    |
| 2005-06 | 新潟市   | 朱鷺メッセ         | 約5,000席 | 10                 | ---人              | 4,021人            | 4,394人            | 3,498人            |                    |
| 2005-06 | 新潟市   | 市東総合SC         | 3,120席   | 2                  | ---人              | 2,116人            | 2,158人            | 2,073人            |                    |
| 2005-06 | 長岡市   | 市厚生会館         | 席        | 4                  | ---人              | 1,887人            | 2,200人            | 1,579人            |                    |
| 2005-06 | 小千谷市 | 市総合体育館       | 席        | 2                  | ---人              | 1,502人            | 1,544人            | 1,459人            |                    |
| 2005-06 | 上越市   | リージョンプラザ   | 3,476席   | 2                  | ---人              | 2,586人            | 2,711人            | 2,460人            |                    |
| 2005-06 | ホーム計 | ホーム計           | ホーム計  | 20                 | 60,160人           | 3,008人            | 4,394人            | 1,459人            |                    |
| 2006-07 | 新潟市   | 朱鷺メッセ         | 約5,000席 | 10                 | 42,153人           | 4,215人            | 4,515人            | 3,656人            |                    |
| 2006-07 | 長岡市   | 市厚生会館         | 席        | 4                  | 9,573人            | 2,393人            | 2,603人            | 2,221人            |                    |
| 2006-07 | 柏崎市   | 市総合体育館       | 1,130席   | 2                  | 4,556人            | 2,278人            | 2,465人            | 2,091人            |                    |
| 2006-07 | 小千谷市 | 市総合体育館       | 席        | 2                  | 3,850人            | 1,925人            | 2,027人            | 1,823人            |                    |
| 2006-07 | 上越市   | リージョンプラザ   | 3,476席   | 2                  | 5,047人            | 2,524人            | 2,586人            | 2,461人            |                    |
| 2006-07 | ホーム計 | ホーム計           | ホーム計  | 20                 | 65,179人           | 3,259人            | 4,515人            | 1,823人            |                    |
| 2007-08 | 新潟市   | 朱鷺メッセ         | 約5,000席 | 10                 | ---人              | ---人              | ---人              | ---人              |                    |
| 2007-08 | 新潟市   | 市東総合SC         | 3,120席   | 2                  | ---人              | ----人             | ----人             | ----人             |                    |
| 2007-08 | 新潟市   | 市体育館           | 席        | 2                  | ---人              | ---人              | ---人              | ---人              |                    |
| 2007-08 | 長岡市   | 市厚生会館         | 席        | 4                  | ---人              | ---人              | ---人              | ---人              |                    |
| 2007-08 | 阿賀野市 | ささかみ体育館     | 席        | 2                  | ---人              | ---人              | ---人              | ---人              |                    |
| 2007-08 | 上越市   | リージョンプラザ   | 3,476席   | 2                  | ---人              | ---人              | ---人              | ---人              |                    |
| 2007-08 | ホーム計 | ホーム計           | ホーム計  | 22                 | ---人              | ---人              | ---人              | ---人              |                    |
| 2008-09 | 新潟市   | 朱鷺メッセ         | 約5,000席 | 10                 | ---人              | ---人              | ---人              | ---人              |                    |
| 2008-09 | 新潟市   | 市東総合SC         | 3,120席   | 4                  | ---人              | ---人              | ---人              | ---人              |                    |
| 2008-09 | 長岡市   | 市民体育館         | 席        | 2                  | ---人              | ---人              | ---人              | ---人              |                    |
| 2008-09 | 長岡市   | 市厚生会館         | 席        | 2                  | ---人              | ---人              | ---人              | ---人              |                    |
| 2008-09 | 新発田市 | カルチャーセンター | 席        | 2                  | ---人              | ---人              | ---人              | ---人              |                    |
| 2008-09 | 燕市     | 吉田総合体育館     | 席        | 2                  | ---人              | ---人              | ---人              | ---人              |                    |
| 2008-09 | 上越市   | リージョンプラザ   | 3,476席   | 2                  | ---人              | ---人              | ---人              | ---人              |                    |
| 2008-09 | 聖籠町   | 町民会館           | 席        | 2                  | ---人              | ---人              | ---人              | ---人              |                    |
| 2008-09 | ホーム計 | ホーム計           | ホーム計  | 26                 | ---人              | ---人              | ---人              | ---人              |                    |

## 国際試合・親善試合

### 親善試合
- スーパーBB
  - 2001年 マジック・ジョンソンオールスターズ
  - 2002年 ハワイオールスターチーム
  - 2003年 アメリカンドリームチーム
- 2006年11月29日 スパルタク・プリモーリエ（ ロシア・ウラジオストク）

### 国際大会
- 2006年08月11日〜19日 アジア・プロバスケットボール招待トーナメント 4位

## 下部組織・女子部
2003年にサテライトチームとしてトライアウトにより選抜された「新潟アルビレックスBB-A2」を創設した。かつてはクラブ連盟に所属し、2005年に行われた第31回全日本クラブバスケットボール選手権大会で準優勝となった。
現在はトップチームの練習参加やエキシビションをこなし、各選手はトップチームとの契約を目指している。また、2008年からは育成指定選手も合流している。
2011年には同年限りで廃部となる日本航空の女子バスケットボールチーム「JALラビッツ」の譲渡を受け、女子部・新潟アルビレックスBBラビッツを創設。JALラビッツから引き継ぐ形でバスケットボール女子日本リーグ（WJBL）に参加する。

## エピソード

### 異競技間交流
サッカー・Jリーグ、アルビレックス新潟のグループチームとしてチーム名とイメージカラーを共有している。
グループチームは新潟アルビレックスBB、サッカーの他に下記の組織がある。
- チアリーディングチームのアルビレックスチアリーダーズ
- スキー・スノーボードの「チームアルビレックス新潟」
- 陸上競技の「サトウ食品新潟アルビレックスランニングクラブ」
- 野球BCリーグの「オイシックス新潟アルビレックス・ベースボール・クラブ」
- モータースポーツの「アルビレックスレーシングチーム」

（なお、各「アルビレックス」は、イメージカラーを共有しているが、各競技チームの運営会社は全く別個の企業であり、各運営会社間に直接の資本関係等は無い）

## 試合に関連するエピソード

### ダービーマッチ
詳しくは日本のダービーマッチを参照。

### 男女合同開催
- 2011年1月15・16日の東総合スポーツセンターでの大分戦は、バスケットボール女子日本リーグ（WJBL）の公式戦・JXサンフラワーズVS日本航空JALラビッツ戦と合同開催となった。尚この取り組みは史上初であり、15日は女子・男子、16日は男子・女子の順番で行われた。

- 新潟アルビレックスBBラビッツ創設後は、16-17シーズンまでは男女合同開催を実施していた。男子の観戦チケットを保持している場合、合同開催となるWJBLの試合を自由席で観戦できる特典が付与されており、チケット1枚で男子・女子の2試合を観戦する事ができた。

## 放送・メディア

### 地上波生中継
- 後述のとことんアルビ!!を放送するテレビ新潟放送網で、bjリーグ時代一時期生中継を実施していた。Bリーグ移行後は、毎シーズン1試合を生中継することになっている。

### 応援番組・コーナー
- 新潟テレビ21 - 「スーパーJチャンネル にいがた」内のコーナー、「ガッツリート」
- NST新潟総合テレビ - 「アルビSTADIUM HYPER」
- テレビ新潟放送網 - とことんアルビ!!（なお、とことんアルビ!!については、一時期試合の結果すら報じないシーズンもあったが、Bリーグ移行後は再び取り扱うようになり、番組ロゴもサッカーボールとバスケットボールを半分にしたものに変更された。）

#### 過去に放送していた番組・コーナー
- 新潟県民エフエム放送 - 「GOOD MORNING PORT CITY Saturday」内のコーナー、「アルビフリーク」。かつては、「アルビフリークライブbj!」（新潟県民エフエム放送）と題して、ホームゲームを年間数試合中継を行っていた（実況は元ニッポン放送アナウンサーで、現在はFM PORT東京支社長でもあった深澤弘）。